# ترانس-۲٫۳ بوتیلن کاربونات
ترانس-۲٫۳ بوتیلن کاربونات (به انگلیسی: Trans-2,3-Butylene carbonate) یک ترکیب شیمیایی با شناسه پاب‌کم ۱۰۰۸۰۳۷۷ است.